# Symplocos hottae
Symplocos hottae är en tvåhjärtbladig växtart som beskrevs av H. Nagamasu. Symplocos hottae ingår i släktet Symplocos och familjen Symplocaceae. Inga underarter finns listade i Catalogue of Life.